# Receptor Fc

Diagrama esquemàtic que mostra la interacció del receptor Fc amb un patogen microbià recobert d’anticossos

Un receptor Fc (abreviat com RFc o, en anglès FcR) és un receptor de membrana de certes cèl·lules, incloses, entre d'altres, limfòcits B, cèl·lules dendrítiques fol·liculars, cèl·lules NK, macròfags, neutròfils, eosinòfils, basòfils, plaquetes humanes i mastòcits, que contribueixen a funcions de protecció del sistema immunitari. El seu nom es deriva de la seva especificitat d’unió per a una part d’un anticòs coneguda com a regió Fc (fragment cristal·litzable). Els receptors Fc s'uneixen a anticossos que s'uneixen a cèl·lules infectades o patògens invasors. La seva activitat estimula les cèl·lules fagocítiques o citotòxiques per destruir els microbis o cèl·lules infectades per fagocitosi mediada per anticossos o per citotoxicitat mediada per cèl·lules dependents dels anticossos. Alguns virus com els flavivirus utilitzen receptors Fc per facilitar la infecció de les cèl·lules, mitjançant un mecanisme conegut com a potenciació per anticossos de la infecció.